# Mystic (Iowa)
Mystic és una població dels Estats Units a l'estat d'Iowa. Segons el cens del 2000 tenia 588 habitants.

## Demografia
Segons el cens del 2000, Mystic tenia 588 habitants, 236 habitatges, i 159 famílies. La densitat de població era de 77,5 habitants/km².
Dels 236 habitatges en un 32,2% hi vivien nens de menys de 18 anys, en un 55,1% hi vivien parelles casades, en un 7,6% dones solteres, i en un 32,6% no eren unitats familiars. En el 25,8% dels habitatges hi vivien persones soles el 10,6% de les quals corresponia a persones de 65 anys o més que vivien soles. El nombre mitjà de persones vivint en cada habitatge era de 2,49 i el nombre mitjà de persones que vivien en cada família era de 2,99.
Per edats la població es repartia de la següent manera: un 25,3% tenia menys de 18 anys, un 6,1% entre 18 i 24, un 30,1% entre 25 i 44, un 24,8% de 45 a 60 i un 13,6% 65 anys o més.
L'edat mitjana era de 37 anys. Per cada 100 dones de 18 o més anys hi havia 109 homes.
La renda mitjana per habitatge era de 25.568 $ i la renda mitjana per família de 29.063 $. Els homes tenien una renda mitjana de 26.964 $ mentre que les dones 18.500 $. La renda per capita de la població era d'11.846 $. Entorn del 22,3% de les famílies i el 22,9% de la població estaven per davall del llindar de pobresa.

## Poblacions més properes
El següent diagrama mostra les poblacions més properes.